# 梶谷忠二
梶谷 忠二（かじたに ちゅうじ　1900年10月9日 - 2006年8月30日）は、岡山県岡山市生まれの実業家。岡山木村屋創業者、岡山商工会議所最高顧問。梶谷博則は息子。

## 経歴
- 1919年（大正8年） - 修業先の東京・銀座の木村屋総本店からの暖簾分けで岡山木村屋を創業。創業当初は、「東京銀座木村屋・岡山支店」の看板を掲げた。
- 1944年（昭和19年）- 株式会社化し、社長になる。
- 1962年（昭和37年） - 藍綬褒章を受章[1]。
- 1978年（昭和53年） - 会長に就任（～2001年まで）。
- 1981年（昭和56年） - 勲三等瑞宝章を受章[2]。
- 2006年（平成18年）8月30日 - 岡山市内で老衰のため死去。享年105[3]。

その他、岡山県経営者協会会長（1960年～1968年、1981年～1988年）。岡山商工会議所会頭（1960年～1968年）。さらに、岡山県商工会議所連合会会長、岡山県観光連盟会長、日本赤十字社岡山県副支部長などを歴任。

## 人物
木村屋総本店からの暖簾分けの際に、「一生、パン以外の事業はしない」と当時の会長に約束して、自身が死ぬまで約束を守り通した。
パン以外の食品事業は子会社の梶谷食品が、ホテル業は同じく子会社の岡山シティホテルが行った。
ゴルフ練習場のマスカットゴルフクラブとバッティングセンターのマスカットホームランドームは、例外的に岡山木村屋の直轄経営だったが、上記の暖簾分けの際の約束に配慮した運営だった可能性がある。
福祉に関心があり、社会福祉法人旭川荘の理事を40年務めた。また、1990年に1億円を投じて梶谷福祉基金を設立している。